# Markiz Winchester
Markiz Winchester–angielski tytuł parowski.

## Podstawowe informacje
Dodatkowymi tytułami markiza Winchester są:
- hrabia Wiltshire (od 1550)
- baron St John (od 1539)
- książę Bolton (w latach 1689–1794)

Inne informacje:
- 3., 4., 5. i 6. książę Bolton używali nazwisko Powlett
- Najstarszy syn markiza Winchester nosi tytuł hrabiego Wiltshire
- Najstarszy syn hrabiego Wiltshire nosi tytuł lorda St John

## Hrabiowie Winchester 1. kreacji (parostwo Anglii)
- 1207–1219: Saer de Quincy, 1. hrabia Winchester
- 1219–1265: Roger de Quincy, 2. hrabia Winchester

## Hrabiowie Winchester 2. kreacji (parostwo Anglii)
- 1322–1326: Hugon Despenser, 1. hrabia Winchester

## Hrabiowie Winchester 3. kreacji (parostwo Anglii)
- 1471–1492: Lewis de Bruges, 1. hrabia Winchester
- 1492–1500: Jean de Bruges, 2. hrabia Winchester

## Markizowie Winchester 1. kreacji (parostwo Anglii)
- 1551–1572: William Paulet, 1. markiz Winchester
- 1572–1576: John Paulet, 2. markiz Winchester
- 1576–1598: William Paulet, 3. markiz Winchester
- 1598–1628: William Paulet, 4. markiz Winchester
- 1628–1674: John Paulet, 5. markiz Winchester
- 1674–1699: Charles Paulet, 1. książę Bolton i 6. markiz Winchester
- 1699–1722: Charles Paulet, 2. książę Bolton i 7. markiz Winchester
- 1722–1754: Charles Powlett, 3. książę Bolton i 8. markiz Winchester
- 1754–1759: Henry Powlett, 4. książę Bolton i 9. markiz Winchester
- 1759–1765: Charles Powlett, 5. książę Bolton i 10. markiz Winchester
- 1765–1794: Harry Powlett, 6. książę Bolton i 11. markiz Winchester
- 1794–1800: George Paulet, 12. markiz Winchester
- 1800–1843: Charles Ingoldsby Paulet, 13. markiz Winchester
- 1843–1887: John Paulet, 14. markiz Winchester
- 1887–1899: Augustus John Henry Beaumont Paulet, 15. markiz Winchester
- 1899–1962: Henry William Montague Paulet, 16. markiz Winchester
- 1962–1968: Richard Charles Paulet, 17. markiz Winchester
- 1968 -: Nigel George Paulet, 18. markiz Winchester

Następca 18. markiza Winchester: Christopher John Hilton Paulet, hrabia Wiltshire
Następca hrabiego Wiltshire: Michael John Paulet, lord St John